# Rhabdogyna patagonica
Rhabdogyna patagonica là một loài nhện trong họ Linyphiidae.
Loài này thuộc chi Rhabdogyna. Rhabdogyna patagonica được Albert Tullgren miêu tả năm 1901.